# Ashley Wagner
Ashley Wagner (* 16. Mai 1991 in Heidelberg, Deutschland) ist eine ehemalige US-amerikanische Eiskunstläuferin, die im Einzellauf startete.

## Karriere
Im Alter von fünf Jahren begann Wagner in Alaska mit dem Eiskunstlauf. Als sie 1998 den Olympiasieg von Tara Lipinski im Fernsehen mitverfolgte, wuchs der Wunsch in ihr, auch an Olympischen Spielen teilnehmen zu können.
Im Jahr 2008 errang Wagner die Bronzemedaille bei den US-Meisterschaften und qualifizierte sich damit erstmals für Vier-Kontinente-Meisterschaften und für Weltmeisterschaften. Bei ihren Debüts dort belegte sie den achten, bzw. 16. Platz.
Im Januar 2012 wurde Ashley Wagner im kalifornischen San José erstmals US-amerikanische Meisterin. Im Februar gewann sie die Goldmedaille bei den Vier-Kontinente-Meisterschaften in Colorado Springs. Dabei verbesserte sie ihre persönlichen Bestleistungen in allen Segmenten und erreichte eine Gesamtpunktzahl von 192,41 Punkten. Bei den Weltmeisterschaften von Nizza belegte sie den vierten Platz.
Bei den Olympischen Winterspielen 2014 in Sotschi konnte Wagner einen 7. Platz erreichen. Dabei lag sie mit 193,20 Punkten in Kür (127,99 Punkte) und Kurzprogramm (63,21 Punkte) nur knapp unter ihrer persönlichen Bestleistung. Im Teamwettbewerb zuvor errang sie jedoch eine Bronzemedaille.
Bei den heimischen Weltmeisterschaften in Boston 2016 wurde sie Vizemeisterin und gewann damit ihre erste WM-Medaille.
Wagner startet für den SC of Wilmington. Von 2008 bis 2011 wurde sie von Priscilla Hill trainiert. Im Sommer 2011 wechselte sie zu John Nicks.
Im Gegensatz zu den meisten Eiskunstläufern führt Wagner ihre Sprünge und Pirouetten im Uhrzeigersinn aus. Sie landete bereits Dreifach-Dreifach-Kombinationen im Wettbewerb.

## Ergebnisse
| Meisterschaft / Jahr              | 2007  | 2008  | 2009  | 2010  | 2011  | 2012  | 2013  | 2014  | 2015  | 2016  | 2017  | 2018  |
| --------------------------------- | ----- | ----- | ----- | ----- | ----- | ----- | ----- | ----- | ----- | ----- | ----- | ----- |
| Olympische Winterspiele           |       |       |       |       |       |       |       | 7.    |       |       |       |       |
| Weltmeisterschaften               |       | 16.   |       |       |       | 4.    | 5.    | 7.    | 5.    | 2.    | 7.    |       |
| Vier-Kontinente-Meisterschaftenen |       | 8.    |       |       |       | 1.    |       |       |       |       |       |       |
| Juniorenweltmeisterschaften       | 3.    |       | 3.    |       |       |       |       |       |       |       |       |       |
| US-amerikanische Meisterschaften  | 3. J  | 3.    | 4.    | 3.    | 6.    | 1.    | 1.    | 4.    | 1.    | 3.    |       |       |
| -                                 |       |       |       |       |       |       |       |       |       |       |       |       |
| Grand-Prix-Wettbewerb / Saison    | 06/07 | 07/08 | 08/09 | 09/10 | 10/11 | 11/12 | 12/13 | 13/14 | 14/15 | 15/16 | 16/17 | 17/18 |
| Grand-Prix-Finale                 |       |       |       | 4.    |       |       | 2.    | 3.    | 3.    | 4.    |       |       |
| Skate America                     |       |       |       |       |       |       | 1.    | 2.    |       |       | 1.    |       |
| Skate Canada                      |       | 5.    |       |       |       | 3.    |       |       | 2.    | 1.    |       | 3.    |
| Cup of Russia                     |       |       |       | 2.    | 3.    |       |       |       |       |       |       |       |
| Trophée Eric Bompard              |       | 3.    |       |       |       |       | 1.    | 1.    | 3.    |       |       |       |
| NHK Trophy                        |       |       | 4.    | 3.    | 5.    | 4.    |       |       |       | 4.    |       |       |
| Cup of China                      |       |       | 4.    |       |       |       |       |       |       |       |       |       |

J = Junioren

## Persönliches
Ashley Wagner wurde als Tochter eines US-Soldaten, der zur Zeit ihrer Geburt in Heidelberg stationiert war, geboren. Sie ist verheiratet und hat eine Tochter.